# Kim Gyu-Ri (triatleta)
Kim Gyu-Ri (5 de mayo de 1998) es una deportista surcoreana que compite en triatlón. Ganó una medalla de plata en los Juegos Asiáticos de 2014 en la prueba de relevo mixto.

## Palmarés internacional
| Juegos Asiáticos | Juegos Asiáticos        | Juegos Asiáticos | Juegos Asiáticos |
| Año              | Lugar                   | Medalla          | Prueba           |
| ---------------- | ----------------------- | ---------------- | ---------------- |
| 2014             | Incheon (Corea del Sur) | Medalla de plata | Relevo mixto     |